# زاهر ابن احمد سرخسی
امام ابوعلی زاهر بن احمد الفقیه سرخسی از مشاهیر، مفسران و محدثان قرن چهارم هجری قمری و هم عصر با لقمان سرخسی و ابوسعید ابوالخیر می‌باشد. وی در فقه و خنص تخصص داشت و در اشاعه این علم در شهر سرخس کوشا بود.
در کتاب شرح حالات و سخنان ابوسعید ابوالخیر در وصف ابوعلی زاهر آمده‌است: بعد از آن قصد سرخس کرد (ابوسعید)، نزدیک خواجه امام ابوعلی زاهر که محدث و مفسر و امام عهد بود. شیخ، بامداد بر وی تفسیر خواندی و نماز پیشین علم اصول و نماز دیگر احادیث رسول و تربت خواجه ابوعلی به سرخس است.